# Ulquiorra Schiffer
Ulquiorra Schiffer (ウルキオラ シファー, Urukiora Shifa) è un personaggio della serie manga e anime Bleach.
È uno dei più potenti Arrancar al servizio di Sōsuke Aizen e più precisamente il Quarto Espada; l'aspetto della morte che rappresenta è il nichilismo. È arrivato al decimo posto nel più recente sondaggio su Shonen Jump fra i personaggi preferiti della serie.

## Il personaggio
Ulquiorra era un Arrancar maschio dall'aspetto alquanto malinconico caratterizzato da una corporatura esile, il viso di un bianco cadaverico, occhi verdi e due linee che attraversavano verticalmente le guance quasi a far sembrare che piangesse.

Vestito con la tipica divisa di un Arrancar (giacca bianca, spada legata alla vita e hakama bianco), la parte restante della sua maschera Hollow consisteva in una sorta di elmo con un orecchio simile a un corno che ricopriva la parte sinistra della testa, mentre il numero che identificava il suo rango tra gli Espada si trovava sul pettorale sinistro.
Dotato di un carattere profondamente riflessivo e taciturno, è il primo a notare che i poteri di Orihime vanno ben oltre le normali capacità di guarigione.
Quando si trovava a combattere un avversario ritenuto interessante era solito finirlo con un buco nel petto, nello stesso punto in cui si trovava il suo foro da Hollow, mentre non mostrava alcun interesse nei confronti dei più deboli, da lui ritenuti semplicemente "spazzatura". Questo atteggiamento era rivolto soprattutto nei confronti degli umani sebbene poco prima di morire afferma di aver cominciato a provare interesse per essi, grazie soprattutto a Orihime.
È uno dei sottoposti più fidati e potenti di Aizen: questi, infatti, gli affidava spesso missioni di grande importanza e gli consentiva un'autonomia decisionale più ampia rispetto a quella degli altri Arrancar. Si premurava molto di terminare le missioni affidategli, tanto che finita la ricognizione sulla Terra per scoprire il potere di Ichigo non esita a colpire violentemente il suo compagno Yammy Rialgo pur di farlo desistere dallo scontro.

## Storia

### Passato
Ulquiorra, già nel suo passato nell'Hueco Mundo, raggiunse lo stadio di Vasto Lorde, ma nonostante fosse uno degli Hollow più potenti si sentiva emarginato dagli altri poiché era l'unico Hollow bianco. Il suo volto era coperto da una maschera a causa della quale non poteva udire, mordere o odorare nulla, non poteva riposare e non aveva compagni: l'unica cosa che sentiva era il "nulla" e l'unica cosa che faceva era camminare da solo. Viene reclutato da Aizen in un periodo imprecisato.
(Ulquiorra camminando nell'Hueco Mundo)

### Saga degli Arrancar
Ulquiorra appare per la prima volta insieme a Yammy Rialgo, il decimo (anche se dopo si verrà a scoprire essere lo Espada numero 0)Espada, all'arrivo nella città di Karakura, dove si reca con l'obiettivo di trovare Ichigo e raccogliere il maggior numero possibile di informazioni su di lui. In questa occasione si limita ad osservare i combattimenti, lasciando lo scontro attivo nelle mani del compagno: interviene, infatti, soltanto contro un colpo mortale di Urahara, che devia per salvare la vita a Yammy già ferito e privato di un braccio. Dopo aver ottenuto le informazioni che voleva, Ulquiorra si cava l'occhio sinistro e lo distrugge in modo da trasmettere alle menti degli Arrancar presenti e ad Aizen tutte le informazioni raccolte.
Un mese più tardi Ulquiorra invia un secondo gruppo di Arrancar a Karakura (non contando quello inviato da Grimmjow senza permesso) con il preciso scopo di distrarre il gruppo di Shinigami mandato in difesa della città: in questo modo è libero di catturare Orihime e svolgere il compito affidatogli da Aizen.
(Ulquiorra Schiffer a Orihime mentre è in procinto di catturarla)
Convince quindi la ragazza a seguirlo semplicemente minacciando di uccidere tutti i suoi amici; le concede tuttavia dodici ore di libertà a patto che indossi un braccialetto speciale, così che solo gli Arrancar possano vederla, e la possibilità di dire addio ad una persona a sua scelta che però non deve capire che Orihime è lì: la ragazza sceglie Ichigo.

### Saga dell'Hueco Mundo
Una volta tornato a Las Noches, Ulquiorra pensa di aver definitivamente convinto Orihime ad essere fedele ad Aizen ma in realtà la ragazza non ha minimamente intenzione di desistere dal suo obbiettivo, cioè distruggere l'Hogyoku; addirittura, in una occasione, Orihime gli tira uno schiaffo dopo che questi aveva offeso e sminuito Ichigo e i suoi amici.
In seguito l'Espada intraprenderà ben due duelli: nel primo confronto riesce a sconfiggere Ichigo e, dopo avergli rivelato il suo grado tra gli Espada, gli dice che se è ancora vivo gli conviene scappare altrimenti è meglio che muoia proprio lì. Una volta scoperto che Grimmjow ha liberato Orihime dalla sua prigionia, Ulquiorra segue le tracce del suo alleato e finisce per combatterlo: lo scontro è tuttavia breve poiché Grimmjow usa un oggetto (la "Caja Negaciòn") per intrappolare Ulquiorra in una dimensione parallela per alcune ore.

### Saga della falsa Karakura Town

Ulquiorra Schiffer sul volume 22

Quando Aizen decide di invadere Karakura lascia all'Espada, nel frattempo liberatosi dalla prigione dimensionale, il compito di custodire Las Noches in sua assenza: qui si trova costretto ad affrontare nuovamente Ichigo e nonostante inizialmente sia notevolmente più forte, pian piano il giovane riesce a tenergli testa.
Ad un certo punto Ichigo si convince che Ulquiorra stia diventando sempre più simile ad un essere umano e che sia questo il motivo per cui riesce a capire in anticipo i suoi colpi; tutto ciò indispone l'Espada, che decide di fare sul serio: portatosi dietro di lui ad una velocità straordinaria, Ulquiorra vibra un colpo mortale alle spalle del ragazzo, che ne esce miracolosamente incolume grazie allo scudo difensivo di Orihime. Poco dopo sopraggiungono Loly e Menoly, decise a vendicarsi della ragazza: Ichigo parte subito all'attacco delle due, che però sono subito difese da Ulquiorra perché egli ritiene doveroso che Ichigo sconfigga lui prima di potersi occupare di altri avversari; nel frattempo Loly e Menoly vengono messe fuori gioco da Yammy, il quale, a sua volta, viene sconfitto dall'intervento di Ishida.
Ichigo decide quindi di combattere con l'ausilio dell'hollowficazione diventando forte a tal punto da riuscire a incrinare la spada di Ulquiorra; questi decide quindi di ricorrere alla sua Resurrección, ma in osservanza del precetto di Aizen deve prima uscire da Las Noches: in cima alla cupola rilascia dunque il suo vero potere rivelando di essere l'unico Espada in grado di trasformarsi due volte; dopo una breve lotta, che vede Ichigo sopraffatto su tutta la linea (già al primo rilascio Ulquiorra lo aveva ampiamente superato), giungono sul posto Ishida e Orihime, che assistono a quella che sembra essere la morte dello shinigami causata da un potente Cero Oscuras a distanza ravvicinata. Il Quincy ingaggia quindi battaglia con Ulquiorra, perdendo però la mano sinistra nella lotta; all'urlo disperato di Orihime di aiutarli, l'Hollow di Ichigo prende il sopravvento e raggiunge lo stadio di Vasto Lorde: questa volta lo scontro è impari in quanto la forza del ritrovato Ichigo prevale su quella dell'avversario e finisce col batterlo fermando a mani nude la sua arma più potente. Ulquiorra viene quindi gravemente ferito da un Cero a bruciapelo di Ichigo, ma grazie alle sue incredibili capacità rigenerative ripristinerà la parte mancante del suo corpo e riuscirà a sferrare un ultimo attacco, privando Ichigo di una delle sue due corna e impedendogli così di scagliare un Cero completo su Ishida (attaccato dallo shinigami poiché, in quello stadio, incapace di distinguere gli amici dai nemici).

#### La morte
Nonostante le sue capacità rigenerative Ulquiorra è ormai spacciato: i suoi organi interni sono stati infatti spazzati via senza possibilità di essere rigenerati. Una volta che Ichigo ritorna alla normalità, Ulquiorra nota con grande stupore che anche il ragazzo possiede la capacità di rigenerarsi ad alta velocità (altro potere tipico degli Hollow); chiede dunque allo shinigami di finirlo, ma il ragazzo si rifiuta categoricamente affermando che il combattimento non è stato una sfida alla pari perché ha vinto solo a causa dell'intervento del suo Hollow interiore sul quale non aveva alcun controllo. Per questo Ichigo chiede all'avversario, se vuole finire il combattimento, di tagliare anche a lui un braccio e una gamba per poter concludere la faccenda in modo equo; Ulquiorra inizialmente accetta, ma si rende conto di non avere energie sufficienti nemmeno per camminare e che il suo corpo sta cominciando a dissolversi: proprio nel momento della sua scomparsa ammette di aver cominciato a provare qualche interesse per gli esseri umani. Rivolge quindi un ultimo sguardo a Orihime chiedendole se avesse paura di lui, ma la ragazza, commossa, risponde di no; l'Espada tenta infine di toccare la mano di Orihime ma non fa in tempo perché muore dissolvendosi completamente in cenere. Alla fine afferma di aver capito cos'è un cuore.
(Conversazione tra Ulquiorra Schiffer, Ichigo Kurosaki e Orihime Inoue, negli ultimi istanti prima di morire.)
(Ultimo pensiero di Ulquiorra Schiffer, guardando Orihime Inoue)

## Zanpakutō
La Zanpakutō di Ulquiorra si chiama Murciélago (黒翼大魔?, Murushierago, "Pipistrello" in spagnolo, connotazione giapponese per "Grande demone con ali nere") e ha la forma di una normale katana con la guaina e una maniglia verdi; la guardia ha due estensioni curve sui lati lunghi con una linea che attraversa entrambi i lati al punto da dargli un aspetto simile ad un occhio.

Ulquiorra dopo la Resurrección

Il comando di rilascio della Resurreciòn è "Incatena/Imprigiona" (鎖せ, tozase): Murciélago scatena quindi una sferzata di energia spirituale nera e verde che cade intorno a Ulquiorra come pioggia. Effettuato il rilascio l'Hollow ottiene un aspetto simile a quello di un pipistrello: sulla schiena gli spuntano infatti due grandi ali nere mentre la maschera si completa e forma come una specie di casco con due grandi corna sul capo e due più piccole sulla nuca, all'altezza delle tempie. I capelli si allungano così come la tunica, che però lascia scoperte braccia e spalle; i segni sulle guance si allargano e diventano verdi.

### Abilità speciali post-Resurecciòn
- Luz de la luna: giavellotti composti di energia spirituale di color smeraldo utilizzabili sia come armi da lancio che per il combattimento ravvicinato.
- Maggiore velocità: dopo il rilascio la sua velocità cresce notevolmente al punto che perfino Ichigo, utilizzando il proprio Bankai potenziato dalla maschera Hollow, ha difficoltà a tenere il passo.
- Hierro rinforzato: Il suo Hierro è notevolmente migliorato, tanto da rendere inoffensivo un Getsuga Tenshō lanciato da Ichigo mentre indossa la maschera.
- Cero Oscuras (黒虚闪?, Osukyurasu Siero, "Zero Oscuro" in spagnolo, connotazione giapponese per "Lampo Oscuro Hollow"): un Cero nero con contorno verde che Ulquiorra afferma essere simile al Getsuga Tenshō del Bankai di Ichigo. Questo Cero, presumibilmente, può essere usato solo mentre si trova nel suo stato di rilascio ed è abbastanza potente da far saltare via la maschera di Ichigo e distruggere gran parte della cupola, delle dimensioni di una città, di Las Noches. Ulquiorra si riferisce ad esso come "nostro" Cero e può essere usato anche nella forma Segunda etapa.

### Resurreciòn Segunda Etapa
Durante lo scontro con Ichigo sulla cupola di Las Noches, Ulquiorra rivela di essere l'unico tra gli Espada in grado di raggiungere un secondo stadio di Resurrección, simile al Bankai degli Shinigami, chiamato Resurrección: Segunda Etapa (刀剣解放第二阶层 ?, Resurekushion segunda etapa, "Resurrezione: Secondo Stadio" in spagnolo, connotazione giapponese per "Rilascio Spada: Secondo Livello") e che perfino Aizen non lo ha mai visto in questa forma. Questa abilità lo rende, di fatto, l'Arrancar più potente in quanto gli permette di superare la numerazione convenzionale degli Espada: lo stesso Ulquiorra si riferisce a questa forma come "disperazione pura", poiché la forte densità della pressione spirituale rilasciata provoca la disperazione più acuta in coloro che si trovano nelle vicinanze.
Mentre conserva le sue ali, il suo lungo vestito bianco sparisce rivelando una muscolatura più definita mentre il foro Hollow diviene più grande e da esso diparte una macchia nera che sembra sangue; il bacino viene ricoperto da una pelliccia nera, che copre anche braccia e gambe, mentre sulle dita crescono propaggini simili ad artigli e i suoi piedi assumono l'aspetto di grinfie. Le iridi dei suoi occhi diventano gialle, mentre la sclera diventa verde, e i segni simili a lacrime sotto i suoi occhi risultano ingranditi e di colore nero; i resti della maschera mutano in due lunghe orecchie da pipistrello e il numero 4 del suo rango tra gli Espada non è più visibile. È anche presente una coda molto lunga e sottile, che contro ogni apparenza risulta essere molto potente e può essere utilizzata come arma o per sollevare e strangolare una vittima.
In questa forma la sua velocità e la sua potenza sono estremamente più elevate rispetto al primo rilascio, tanto che un solo colpo di coda lo mette in condizione di ferire gravemente Ichigo. Anche in questo stadio Ulquiorra mantiene la capacità di rigenerare quasi istantaneamente il suo corpo, esclusi gli organi interni e il cervello: ciò gli è possibile perché, come spiega lui stesso, gli Espada sono soliti sacrificare le loro alte capacità di rigenerazione in cambio di un incremento della loro potenza, ma lui ha deciso invece di non farlo.

### Abilità speciali dellaResurreciòn Segunda Etapa
- Schiacciante potere spirituale: il potere spirituale già immenso di Ulquiorra è ulteriormente aumentato e la sua sola vicinanza infonde, nei presenti capaci di percepirlo, un profondo senso di terrore. Ishida afferma che la densità della potenza spirituale di Ulquiorra è così vasta da non poter essere identificata come reiatsu, affermando: "È diversa da ogni altra energia spirituale che abbia mai percepito prima... non è solo più grande o più forte: è troppo densa e pesante per essere chiamata "energia spirituale". Sembra ci sia un oceano sopra il cielo.".
- Lanza del Relámpago (雷霆 の 槍?, Ransa deru reranpāgo, "Lancia del tuono" in spagnolo, connotazione giapponese per "Lancia del tuono e del fulmine"): arma simile ad un giavellotto composta di energia spirituale che può usare come proiettile o come arma da mischia. Quando scagliato produce un'esplosione incredibilmente distruttiva, il cui impatto fa impallidire per mole la stessa fortezza di Las Noches. Ulquiorra preferisce non utilizzare l'attacco a distanza ravvicinata, molto probabilmente perché l'esplosione arrecherebbe danni sia a sé stesso che a Las Noches; inoltre se ne utilizza un gran numero in rapida successione ha difficoltà a controllare la loro traiettoria.

## Origine del nome
Tite Kubo ha affermato di aver ricavato il suo nome da quello dell'architetto e disegnatrice spagnola Patricia Urquiola, e il suo cognome da Padre Hubert Schiffer (o Cifer), un sopravvissuto dell'attacco atomico a Hiroshima, la città natale dello stesso Tite Kubo. Il suo nome richiama forse "el que llora", che in spagnolo significa "colui che piange."
"Schiffer" significa "marinaio" in tedesco. Nel volume 38, appare la traslitterazione definitiva e ufficiale del cognome di Ulquiorra, ovvero Cifer.